# Mitrephora heyneana
Mitrephora heyneana (Hook. f. & Thomson) Thwaites – gatunek rośliny z rodziny flaszowcowatych (Annonaceae Juss.). Występuje naturalnie w Indiach (w stanach Tamilnadu i Kerala) oraz na Sri Lance. 

## Morfologia
PokrójZimozielony krzew dorastający do 10–16 m wysokości. Młode pędy są owłosione.
LiścieMają owalnie lancetowaty kształt. Mierzą 6,5–10 cm długości oraz 2,5–4 cm szerokości. Nasada liścia jest zaokrąglona. Blaszka liściowa jest o ostrym lub spiczastym wierzchołku. Ogonek liściowy jest nagi i dorasta do 4–5 mm długości.
KwiatySą pojedyncze lub zebrane w pary, rozwijają się w kątach pędów. Mają żółtą barwę z różowymi plamkami. Działki kielicha mają kształt od trójkątnego do okrągłego i dorastają do 3 mm długości. Płatki mają owalnie lancetowaty kształt i osiągają do 1–1,5 cm długości. Kwiaty mają 6–9 owocolistków o podłużnym kształcie i długości do 1 mm.
OwoceMają kształt od odwrotnie jajowatego do prawie kulistego, zebrane w owoc zbiorowy. Są siedzące lub osadzone na krótkich szypułkach. Osiągają 7–12 mm średnicy.

## Biologia i ekologia
Rośnie w wiecznie zielonych lasach. Kwitnie od marca do kwietnia, natomiast owoce dojrzewają od września do grudnia.